# 20-я флотилия кригсмарине
20-я флотилия подводных лодок кригсмарине — подразделение военно-морского флота нацистской Германии.

## История
Двадцатая флотилия подводных лодок кригсмарине была создана в июне 1943 года. Бессменным командиром флотилии стал корветтен-капитан Эрнст Мергенсен, флотилия разместилась в Пиллау.
В 20-й флотилии будущие офицеры-подводники обучались основам тактики применения подводных лодок на специальных тренировочных стендах в виде подводных лодок. За время курса, носившего название «фортактише аусбильдунг» (нем. Vortaktische Ausbildung) полагалось провести не менее 15 результативных учебных атак на тренажёрах. Практические занятия по управлению подводными лодками проводились на базе 19-й флотилии. После окончания курса наиболее успешных курсантов направляли старпомами на боевые лодки, после чего они получали одну из строящихся лодок под своё командование.
В феврале 1945 года флотилия была расформирована.

## Состав
В составе 20-й флотилии не было ни одной подводной лодки, вместо них использовались тренажёры на суше.